# Vicki Randle
Vicki Randle (San Francisco, California, 11 de diciembre de 1954) es una música y compositora estadounidense, reconocida como la única mujer en la orquesta The Tonight Show Band, iniciando en 1992 cuando Jay Leno era el presentador del programa. Ha grabado y salido de gira con varios artistas, incluyendo a Aretha Franklin, Mavis Staples, George Benson, Lionel Richie, Kenny Loggins, Celine Dion, Herbie Hancock, Wayne Shorter, Branford Marsalis y Lyle Mays.
Empezó su carrera musical como cantante, guitarrista y compositora, tocando en escenarios como el Bla-Bla Cafe y The Ice House. También ha grabado y dado conciertos con artistas femeninas como Cris Williamson, Ferron y Linda Tillery.
Randle reside en Venice, y Oakland, California.